# Абрахам, Гэри
Гэри Абрахам (англ. Gary Abraham; род. 8 января 1959, Саутгемптон, Гэмпшир) — британский пловец, призёр Игр Содружества, чемпионата мира и летних Олимпийских игр 1980 года в Москве, участник двух Олимпиад.

## Карьера
На летних Олимпийских играх 1976 года в Монреале Абрахам выступал в плавании на 100 метров на спине и комбинированной эстафете 4×100 метров. В обоих дисциплинах на выбыл из борьбы за медали на стадии предварительных заплывов.
На следующей Олимпиаде Смит представлял свою страну в трёх дисциплинах: плавании на 100 метров баттерфляем и на спине и комбинированной эстафете 4×100 метров. В первом виде Абрахам занял 8-е место, а во втором — 6-е. В комбинированной эстафете сборная Великобритании (Гэри Абрахам, Дэвид Лоу, Мартин Смит, Данкан Гудхью) стала бронзовым призёром (3:47,71 с), уступив сборным Австралии (3:45,70 с) и СССР (3:45,92 с).